# Squaraine rotaxane
Une squaraine rotaxane est une structure moléculaire qui comprend un cycle à quatre chaînons dérivés de l’acide squarique, appartenant à une classe spécifique de colorants organiques. Le squaraine est positionné le long d’un axe central entouré d’un anneau, le rotaxane. Les squaraines rotaxanes sont un sujet d'étude actuel en raison de leurs caractéristiques optiques, et leurs potentielles applications dans divers domaines, notamment en tant que matériaux pour la photonique, les dispositifs optoélectroniques et la nanotechnologie.

## Histoire
Les squaraines sont un type de colorants organiques qui présentent des caractéristiques optiques intéressantes, notamment une forte absorption dans le domaine visible et des propriétés de fluorescence. Les squaraines ont été découverts dans les années 1930 ; cependant, leur potentiel dans les applications contemporaines a commencé à être étudié plus activement dans les années 1980 et 1990.
Lorsque les scientifiques ont découvert qu’ils pouvaient exploiter les propriétés optiques des squaraines, tout en utilisant la structure et la fonctionnalité des rotaxanes, est née l’idée de combiner ces deux classes : les squaraines et les rotaxanes. En conséquence, à partir du début des années 2000, les chercheurs ont commencé à synthétiser et à étudier les squaraines rotaxanes afin de déterminer leurs caractéristiques ainsi que leurs domaines d’application possibles.

## Structure
La structure à l'état solide a été obtenue par analyse par diffraction des rayons X par diffusion de vapeur d'hexane dans une solution de squarylrotaxane dans de l'acétate d'éthyle/chloroforme (1:3).

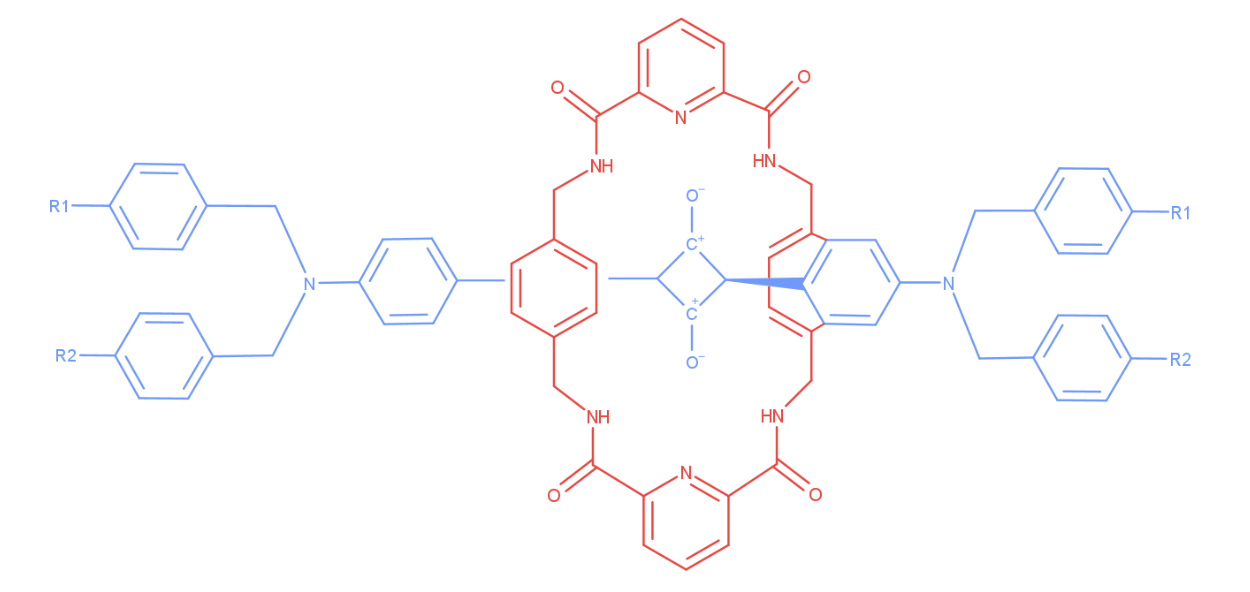
Représentation topologique de la molécule de squaraine rotaxane ; "R" sont des chaînes alkyles similaires ou différentes, la partie rouge est le macrocycle (rotaxane) et la partie bleue est la chaîne (squaraine).

## Réactivité chimique

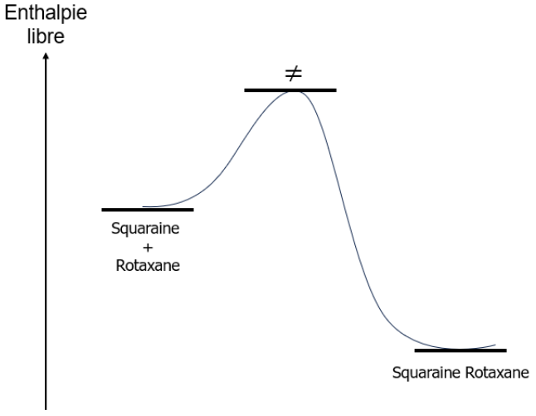
Diagramme énergétique du squaraine rotaxane

Les squaraines rotaxanes sont très stables, en comparaison à la squaraine et au rotaxane libre.
Une limitation de ces colorants est leur réactivité inhérente avec les nucléophiles. Par définition, ils ont une faible bande interdite HO/BV et sont donc sensibles aux attaques chimiques, un nucléophile pouvant attaquer le cyclobutène déficient en électrons, faisant perdre au colorant sa couleur.

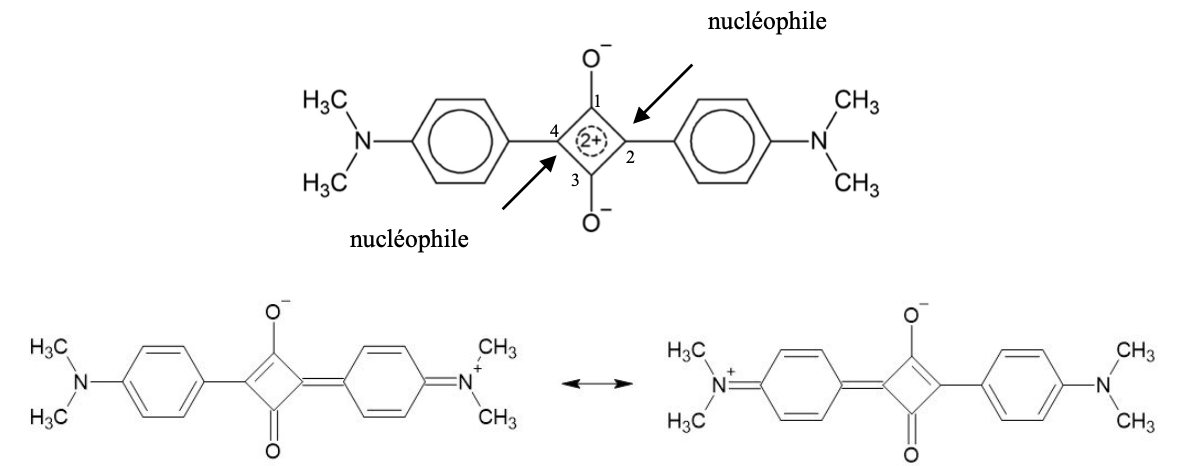
Schéma représentant les attaques nucléophiles sur le Squaraine

La squaraine rotaxane la plus stable dans l’eau est celle comportant quatre groupes terminaux principaux.
L'instabilité hydrolytique à long terme de la squaraine hydrosoluble est attribuée à la taille stérique relativement petite des groupes de terminaison N-éthyle attachés à une ou aux deux extrémités de la squaraine encapsulée.

## Colorant
Des colorants fluorescents très stables dans le proche infrarouge ont été développés en utilisant le concept d'encapsulation moléculaire permanente. Les squaraines rotaxanes conservent les propriétés photophysiques du colorant squaraine dont elles sont issues, elles sont cependant nettement plus stables. 

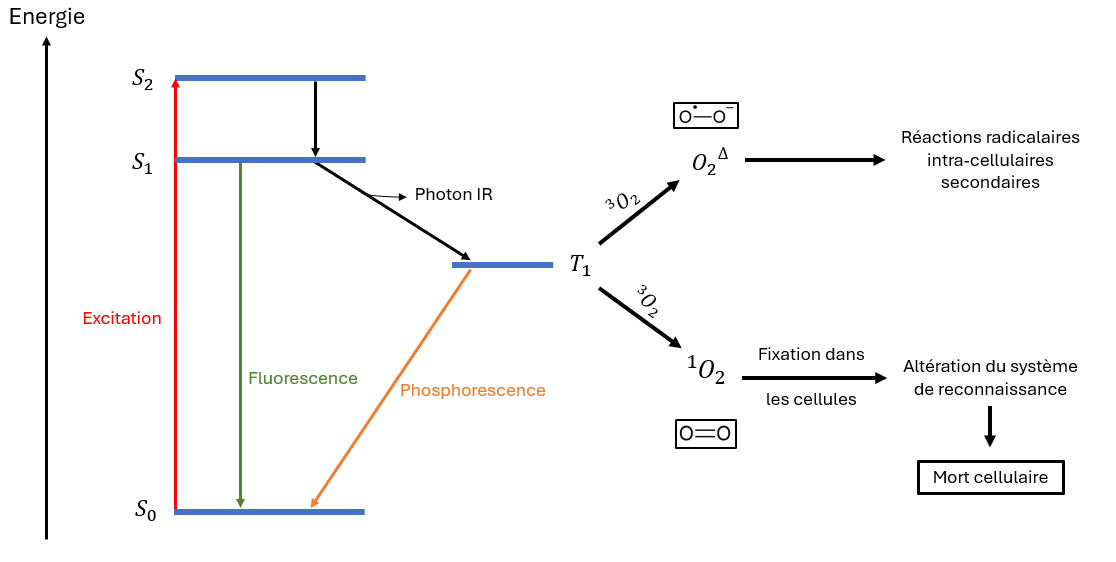
Schéma explicatif de la technique de thérapie photodynamique

La conception et le développement de nouveaux colorants à base de squaraine en tant que sensibilisants pour les applications de thérapie photodynamique (TPD) ont considérablement progressé au cours de la dernière décennie. Cette technique consiste en l'ajustement de l'absorption, de l'état excité triplet et des propriétés d'absorption à deux photons, ainsi que les développements récents des squaraines en tant que sensibilisants pour la TPD.

## Fluorescence

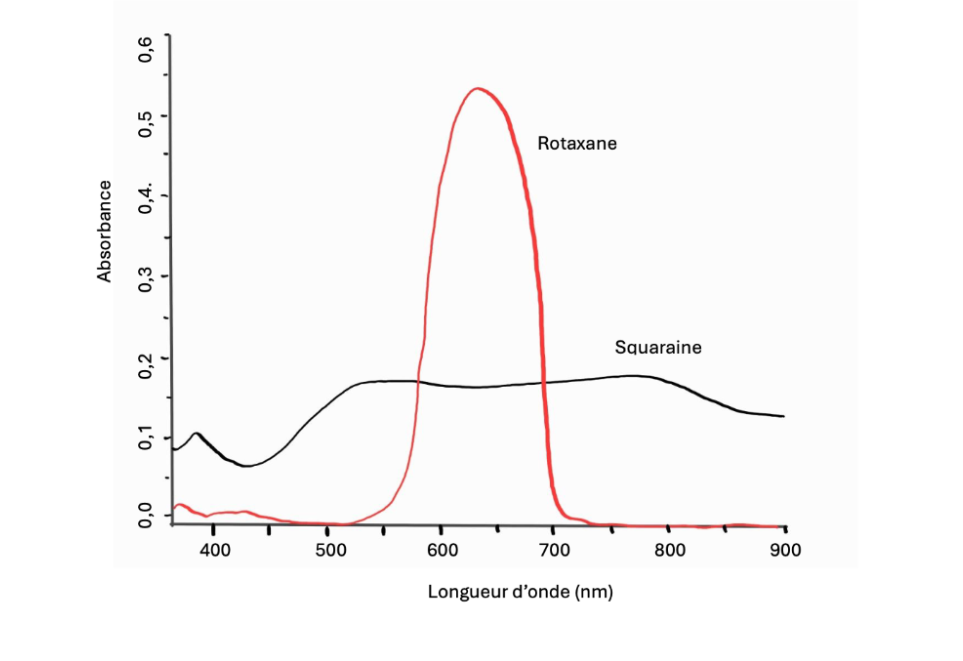
Courbe d’absorbance du rotaxane et du squaraine en fonction de la longueur d’onde

Les squaraines rotaxanes étant constituées d’un noyau de squaraine, qui est un composé organique contenant deux groupes squarate reliés entre eux par une chaîne carbonée, l’inclusion de cette structure dans la rotaxane implique la présence du noyau à l’intérieur. Grâce à un tel agencement, les squaraines rotaxanes atteignent une forme spécifique déterminant leurs caractéristiques luminescentes.
La création d'un domaine confiné en encapsulant le noyau de squaraine dans la structure de la rotaxane peut entraîner des modifications des interactions moléculaires et de la dynamique de relaxation non radiative susceptibles d'améliorer l'émission de fluorescence.
Leur tendance à former des agrégats non fluorescents dans l’eau présente un inconvénient. Il est cependant possible d'encapsuler le colorant dans un macrocycle contenant un amide.
Le spectre de fluorescence est décalé vers les grandes longueurs d'onde par rapport au spectre d'absorption. Ceci est dû à la désexcitation vibrationnelle. 
Le spectre d'émission de fluorescence est approximativement une image inversée (effet miroir) du spectre d'absorption. (L'effet « miroir » entre spectres d'excitation et d'émission n'est pas toujours observé : des dissimilitudes entre les deux spectres peuvent révéler l'existence de plusieurs formes de la molécule considérée, caractérisées par des longueurs d'onde d'absorption et/ou d'émission différentes).
D’après la loi de Vavilov le spectre de fluorescence est le même quelles que soient les conditions d'excitation.

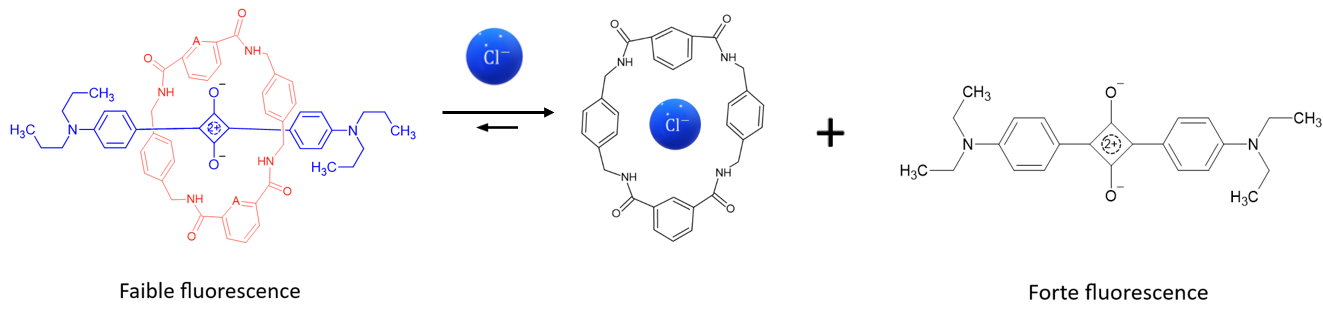
Réaction du squaraine rotaxane en présence d'ions chlorures

## Synthèse
La taille du futur macrocycle est un paramètre à prendre en compte lors de la réaction de rotaxanation. Il est probable que le pliage de chaînes trop longues soit en fin de compte l’étape cinétiquement déterminante dans la formation de structures entrelacées.
Les réactions de synthèse qui modifient la structure de la squaraine rotaxane sont plus susceptibles d'être réalisées dans des solvants organiques polaires tels que le chloroforme ou des solvants protiques hautement polaires tels que l'eau.
Les colorants squaraines symétriques sont préparés en une seule étape en chauffant deux équivalents du dérivé d'aniline approprié avec de l'acide squarique, dans des conditions de distillation azéotropique.

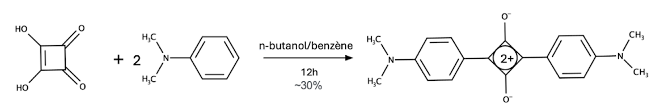
Synthèse d'un dérivé squaraine symétrique

Les squaraines asymétriques (figure 9) sont préparées en deux étapes, en traitant d'abord un dérivé d'aniline avec du dichlorure de squaryl pour donner un intermédiaire semi-squaraine stable, qui est ensuite chauffé avec un deuxième dérivé d'aniline pour donner la squaraine asymétrique.

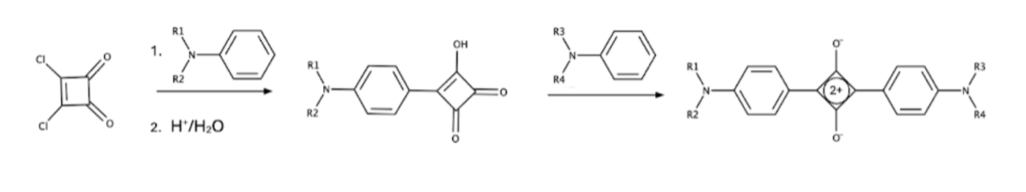
Synthèse d'un dérivé squaraine asymétrique

### Méthodes d'assemblage
Les squaraines rotaxanes sont assemblés selon 2 méthodes : le clippage (« clipping ») et l’encapage (« capping »). Les différences entre ces deux méthodes sont dues à l'ordre dans lequel les composants sont assemblés :
- Capping : formation d´un pseudo-rotaxane (sans stoppeur) puis addition de deux groupements terminaux volumineux aux 2 extrémités (irréversible)

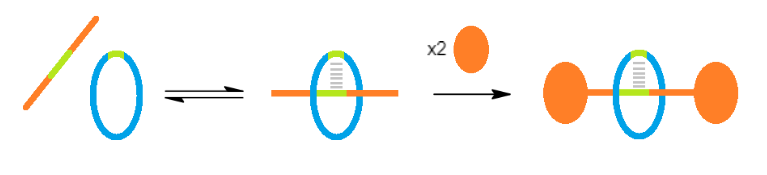
Schéma d'une réaction de capping

- Clipping : longue chaîne d´abord formée + enroulement du rotaxane (méthode irréversible)

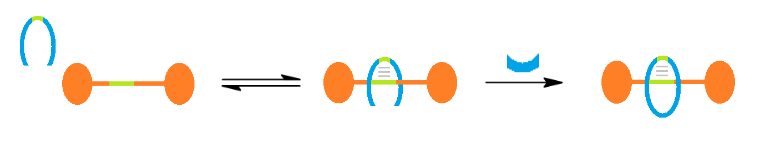
Schéma d'une réaction de clipping

D'autres méthodes moins utilisées peuvent néanmoins être mises en œuvre pour la synthèse des squaraines rotaxanes :  
- Glissement (« slipping ») : Ajustement précis de la taille des stoppeurs par rapport au diamètre du macrocycle (enfilement en chauffant et piéger en refroidissant).

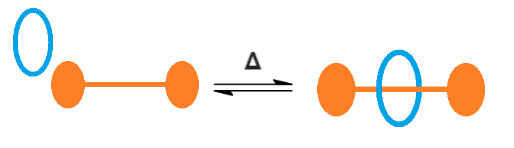
Schéma représentant le slipping

- Reconnaissance active (« active template ») : métal comme point d'ancrage macrocycle va chélater le métal (interactions électrostatiques : doublets non liants, liaisons hydrogène) puis deux bouts de chaînes avec chacune 1 stoppeur vont coordonner le métal (rôle de gabarit et catalyseur) et in fine former une liaison covalente.

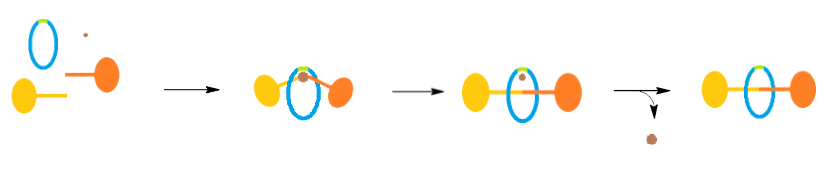
Schéma représentant la reconnaissance active

La simplicité technique de la réaction de cisaillement de Leigh et la disponibilité commerciale des réactifs font de la méthode suivante une option de départ intéressante pour la synthèse de la rotaxane.
La figure ci-dessous montre la première réaction pour préparer de la squarylrotaxane à partir d'un macrocycle tétralactame.
La synthèse implique l'addition lente et simultanée de solutions séparées du chlorure de diacide approprié et de la p-phénylènediamine sous agitation à température ambiante dans du chloroforme anhydre auquel on ajoute une base non nucléophile, ici la triéthylamine (TEA).

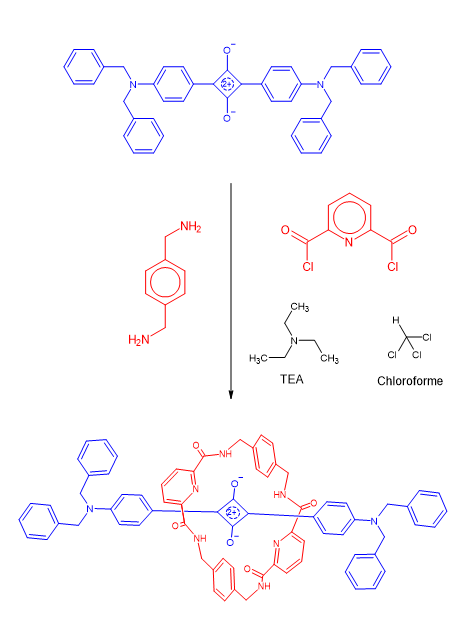
Schéma de la synthèse d'un dérivé de Squaraine Rotaxane par cisaillement de Leigh

Cette réaction produit une squaraine rotaxane qui, après purification par chromatographie sur colonne de gel de silice, amène à des rendements compris entre 20 % et 35 %.
Malgré ces rendement de synthèse modestes, le processus d’assemblage est remarquable puisqu’il capture cinq composants en une seule étape.

## Applications
Les squaraines rotaxanes possèdent plusieurs utilisations potentielles en raison de leurs propriétés optiques et de leur structure moléculaire unique. Voici quelques-unes de leurs applications possibles :
- Matériaux pour la photonique : Les squaraines rotaxanes peuvent être utilisées dans la fabrication de matériaux en raison de leurs propriétés optiques, telles que leur capacité à absorber et à émettre de la lumière dans différentes parties du spectre électromagnétique. Elles pourraient être utilisées dans des dispositifs optiques tels que des diodes électroluminescentes organiques (OLED), des capteurs optiques et des cellules solaires organiques.
- Dispositifs optoélectroniques : Employées dans la fabrication de transistors organiques, des écrans flexibles et des détecteurs de lumière, grâce à leurs propriétés de transport électronique et leur capacité à interagir avec la lumière.
- Nanotechnologie: En tant que composants de nanostructures et de nanomatériaux pour des applications telles que la nanomédecine, la nanofabrication et la nanorobotique.
- Capteurs : Composants de capteurs pour détecter diverses substances et paramètres, tels que les ions métalliques, les molécules biologiques et les variations de pH, grâce à leur sensibilité aux changements environnementaux et à leurs propriétés de signalisation optique[10].

### Utilisations des squaraines rotaxanes en médecine

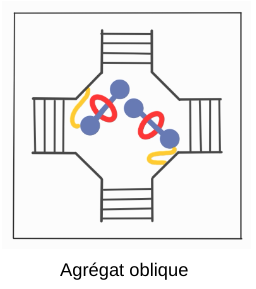
Schéma représentant un agrégat oblique

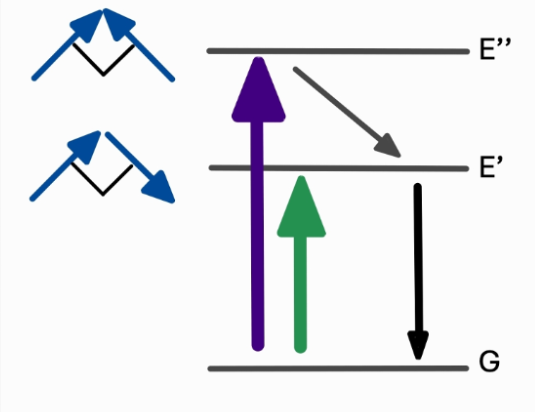
Diagramme d’énergie de l’agrégat oblique

La squaraine rotaxane nous permet de favoriser la création d’une jonction ADN Holliday qui est un certain type de jonction entre 4 brins d’ADN.
Elle est attachée au squelette de l'ADN via une liaison amide entre le colorant et un lieur sérinol non nucléosidique.
Pour favoriser la jonction ADN Holliday avec une squaraine rotaxane, il faut avoir un conditionnement des agrégats obliques (organisation spatiale ou à l'alignement des molécules ou des nanostructures dans un environnement donné pour favoriser l'interaction souhaitée avec la jonction ADN Holliday).
Les intérêts pour l’imagerie moléculaire et les structures de la rotaxane ont convergé en 2005 avec la découverte et le développement des squaraines rotaxanes en tant que nouvelle famille de colorants fluorescents rouge foncé présentant une luminosité et une stabilité extrêmement élevées.
Les squaraines rotaxanes peuvent être conjuguées à des ligands de ciblage, et des études de bio imagerie ont montré qu'elles permettent la microscopie à fluorescence et l'imagerie de diverses cibles biomédicales telles que les tumeurs, les infections, les os, la mort cellulaire et le tissu adipeux brun.
Plusieurs de ces sondes moléculaires sont disponibles dans le commerce pour des applications de recherche préclinique, notamment l'accélération de la découverte de médicaments anticancéreux et contre l'obésité, la surveillance aisée de la croissance osseuse et la chirurgie guidée par fluorescence de nouvelle génération.
Une conséquence de ces travaux a été la découverte de nouvelles structures chimioluminescentes. Les nanoparticules contenant ces molécules auto éclairantes permettent une imagerie haute sensibilité des sites cibles des tissus profonds chez des sujets vivants.
Ils sont très utiles en tant qu’échafaudage polyvalent pour la construction de divers types de sondes d'imagerie proche infrarouge hautement stables.
Les squaraines rotaxanes peuvent également être utilisées comme colorants fluorescents qui absorbent dans le proche infrarouge sont dotés de propriétés photophysiques prometteuses pour les applications biomédicales.